# Johannes Butzbach
Johannes Butzbach OSB (* 1477 in Miltenberg am Main; † 29. Dezember 1516 im Kloster Laach, heute Abtei Maria Laach) war Prior der Abtei Laach und als monastischer Schriftsteller ein bedeutender Vertreter des rheinischen Klosterhumanismus in der Nachfolge seines Vorbildes Johannes Trithemius. Er ist der Verfasser einer Autobiographie in lateinischer Sprache, die vor allem seine Erlebnisse als fahrender Schüler und als Sklave in Böhmen behandelt.

## Leben
Johannes Butzbach wurde 1477 als Sohn des Webermeisters Conrad aus Butzbach und dessen Frau Margarethe in Miltenberg geboren. Die Anzahl seiner leiblichen Geschwister ist unklar, er hatte mindestens einen Bruder namens Conrad und eine Schwester. Im Alter von neun Monaten gaben ihn seine Eltern in die Obhut einer kinderlosen Tante, die ebenfalls in Miltenberg lebte. Von 1483 bis zu ihrem Tod 1487 schickte diese Tante ihn auf die Miltenberger Lateinschule. Nach seiner Rückkehr ins Elternhaus begann er die Schule zu schwänzen, flog damit jedoch auf und wurde von dem Unterlehrer so grausam misshandelt, dass die Mutter erfolgreich dessen Entlassung durchsetzte. Im Frühsommer 1488 wurde Johannes einem Beanus übergeben und mit diesem als fahrender Schüler auf Wanderschaft geschickt, von der erst sechs Jahre später zurückkehrte.
Über Nürnberg und Bamberg und Eger wanderten sie bis nach Kaaden in Böhmen, wo sie Aufnahme in der Schule fanden. Der Beanus hatte das ihm mitgegebene Zehrgeld allerdings bald verprasst und schickte Johannes zum Betteln und Stehlen. Aus Furcht vor der Pest kehrten sie noch vor dem Winter über Karlsbad nach Eger zurück und bekamen beide eine Anstellung als Betreuer reicher Knaben. Aus Neid verkaufte der Beanus den zwölfjährigen Johannes an zwei andere Beane, denen er jedoch entfliehen konnte und den Winter über Badegäste in Karlsbad betreute. Dort wurde er von dem böhmischen Adligen Burghart von Sichlau verschleppt. Johannes, der dort die Landessprache erlernte, wurde mehrfach an andere Adlige verschenkt oder ausgeliehen, denen er ebenfalls dienen musste. Johannes lebte voller Angst um sein Seelenheil inmitten der häretischen Hussiten. Nach zwei Jahren wurde Johannes einem anderen Herrn verschenkt, dem er drei Jahre lang an verschiedene Höfe folgen musste. In Prag schließlich gelang es Johannes zu fliehen. In Brüx fand er einen deutschen Kaufmann, der ihn bis Nürnberg mitnahm. Ende Juni 1494 kehrte Johannes nach sechsjähriger Wanderschaft nach Miltenberg zurück. Sein Vater war gestorben und die Mutter hatte sich wieder verheiratet.
Sein Stiefvater beschaffte ihm eine Lehrstelle bei einem Aschaffenburger Schneider, anschließend lebte Johannes bis 1498 als Laienbruder und Klosterschneider im Kloster Johannisberg im Rheingau. Zwischen 1498 und 1500 studierte er in Deventer an der Schule der Brüder vom gemeinsamen Leben u. a. bei Alexander Hegius und trat – nach einer dreimonatigen Probezeit – am 21. März 1501 als Novize ins Benediktinerkloster Laach ein. 1502 wurde er in Trier zum Priester geweiht, 1503 avancierte er zum Novizenmeister und 1507 zum Prior des Klosters.
In seiner 1505 niedergeschriebenen Autobiografie Odeporicon beschreibt er (für seinen Stiefbruder Philipp Trunk) seine Lebensgeschichte bis zum Eintritt ins Kloster Laach. Vor allem die lebendige Schilderung seiner Schul- und Jugendzeit und seiner Lehr- und Wanderjahre geben einen detaillierten Einblick in die Welt der beginnenden Neuzeit. Aus Butzbachs Feder stammen weitere zirka 30 ungedruckt gebliebene Schriften und Briefe.

## Werke
- Odeporicon (1506)
- Libellus de praeclaris picturae professoribus oder Von den berühmten Malern (1505)
- Philosophilogium (1505)
- Microstroma […] de laudibus Trithemianis (1508)
- Auctarium de scriptoribus ecclesiasticis (1508–1515)

## Textausgaben und Übersetzungen
- Butzbach, Johannes (1991). Odeporicon: eine Autobiographie aus dem Jahre 1506. Einleitung, Übersetzung und Kommentar von Andreas Beriger. Zweisprachige Ausgabe. Weinheim: VCH, Acta Humaniora.
- Andreas Beriger (Übersetzer): Johannes Butzbach: Odeporicon. Wanderbüchlein. Manesse, Zürich 1993, ISBN 3-7175-1842-9